# スクリーン・ラント
スクリーン・ラント（Screen Rant）は、テレビ番組、映画、コンピュータゲームの分野のニュースを提供する、情報ニュースウェブサイト。 
2015年、スクリーン・ラントは、ケベック州モントリオールを拠点とするメディア企業であるヴァルネットに買収された。